# Aéro-Club de France
Aéro-Club de France – francuskie stowarzyszenie lotników zajmujące się różnorodnymi aspektami lotnictwa założone w 1898 roku.

## Historia
Aéro-Club de France został założony w 1898 roku i jest najstarszą tego typu instytucją na świecie.
W AeCF reprezentowani są naukowcy, producenci produktów, usługodawcy i inni globalni cywilni i wojskowi specjaliści z branży lotniczej. Siedziba organizacji znajduje się w Paryżu.